# Mesochorus petiolaris
Mesochorus petiolaris là một loài tò vò trong họ Ichneumonidae.